# Dürrwangen
Dürrwangen (frank. Dirrwang) – gmina targowa w Niemczech, w kraju związkowym Bawaria, w rejencji Środkowa Frankonia, w regionie Westmittelfranken, w powiecie Ansbach. Leży około 25 km na południowy zachód od Ansbachu, nad rzeką Sulzach.

## Dzielnice
W skład gminy wchodzą następujące dzielnice: 
- Dürrwangen (1 463 mieszkańców)
- Halsbach (382)
- Haslach (348)
- Sulzach (124)
- Hopfengarten (68)
- Hirschbach (64)
- Neuses (59)
- Labertswend (53)
- Flinsberg (32)
- Witzmannsmühle (26)
- Rappenhof (10)
- Pumpwerk (5)
- Dattelhof (3)
- Goschenhof (2)
- Lohmühle (0)
- Trendelmühle (0)